# Hota-Akkajärvi
Hota-Akkajärvi är en sjö i Kiruna kommun i Lappland och ingår i Torneälvens huvudavrinningsområde. Sjön har en area på 0,22 kvadratkilometer och ligger 308 meter över havet. Sjön avvattnas av vattendraget Lihajoki.

## Delavrinningsområde
Hota-Akkajärvi ingår i det delavrinningsområde (754159-177282) som SMHI kallar för Mynnar i Saankijoki. Medelhöjden är 360 meter över havet och ytan är 19,18 kvadratkilometer. Det finns inga avrinningsområden uppströms utan avrinningsområdet är högsta punkten. Lihajoki som avvattnar avrinningsområdet har biflödesordning 4, vilket innebär att vattnet flödar genom totalt 4 vattendrag innan det når havet efter 326 kilometer. Avrinningsområdet består mestadels av skog (74 procent) och sankmarker (21 procent). Avrinningsområdet har 0,56 kvadratkilometer vattenytor vilket ger det en sjöprocent på 2,9 procent.